# Oxydia ardesia
Oxydia ardesia là một loài bướm đêm trong họ Geometridae.